# جبل لاهار
جبل لاهار (بالإنجليزية: Lahar Mons)‏ هو أحد جبال كوكب الزهرة.

## الإحداثيات
14°00′N 162°00′E / 14.0°N 162.0°E

يقع في 14.0 درجة على العرض الجغرافي شمالاً وفي 162.0 درجة على الطول الجغرافي شرقاً.

## الأبعاد
القطر أو أطول بعد للتضاريس بالكيلومترات هو 225.0.

## حالة إعتماد الاسم
تم اعتماده من الجمعية العامة للاتحاد الفلكي الدولي (IAU).

## أصل التسمية
على اسم لاهار، إله الحيوانات الأليفة أو المواشي في الأساطير الآشورية البابلية.